# Недохранване
Недохранването е болестно състояние, при което индексът на телесната маса е 18,5 или по-нисък. Недохранването най-често възниква вследствие на недостатъчна или небалансирана консумация на хранителни вещества. То може да доведе до няколко различни хранителни разстройства, в зависимост от това кои хранителни вещества са недостатъчни. Според Световната здравна организация недохранването е най-тежката единична заплаха за общественото здраве в света.

## Последици от недохранването

### Смъртност
Според Жан Циглер, който е специален пратеник към Съвета на обединените нации по въпросите за борбата с глада, между 2000 и 2008 г., смъртта причинена от недостиг на храна е около 58% от общата смъртност за 2006 г. Според него:
| „ | В световен мащаб ежегодно умират около 62 милиона хора по разнообразни причини. Един на всеки дванадесет души страда от недохранване . През 2006 година повече от 36 милиона хора умират вследствие на глад или на болести, свързани с недохранване . | “ |

Според Световната здравна организация, недохранването е основният фактор за детска смъртност, като се сочи за причина в около половината от случаите. Счита се, че около 6 милиона деца умират от глад всяка година. Родените деца с поднормено тегло и ограничения вътрематочен растеж в резултат на недохранване се сочат за причина за около 2,2 милиона случаи на смърт при деца. Недостатъчно или напълно липсващо кърмене са причина за допълнителни 1,4 милиона смъртни случаи при невръстни деца. Други последици от недохранването, като липсата на витамин А или цинк са причина за допълнителни 1 милион смъртни случаи. Недохранването през първата година от човешкия живот е с необратими последици. Недохранените деца са с влошено здраве и имат по-ниски показатели в рамките на образованието си. Техните деца също са с тенденция да бъдат по-дребни. Недохранването може да предизвика или да повиши риска от редица заболявания, като острото недохранване може да е единствената причина за смърт.

### Причини
Недохранването увеличава риска от инфекции и инфекциозни заболявания. Жертвите на недохранването по-трудно се сдобиват с храна, печелят пари и се образоват, поради липсата на енергия и хранителни вещества. Функциите на мозъка също биват засегнати от недостига на храна. В някои райони, в които дори няма чиста питейна вода, положението е още по-критично.
| Хранителни вещества     | резултати от недостига                                          | резултати от излишъка                                     |
| ----------------------- | --------------------------------------------------------------- | --------------------------------------------------------- |
| Хранителна енергия      | глад, крайно изтощение                                          | затлъстяване, захарен диабет, зърдечно-съдови заболявания |
| Прости въглехидрати     | няма                                                            | захарен диабет, затлъстяване                              |
| Сложни въглехидрати     | няма                                                            | затлъстяване                                              |
| Наситени мазнини        | ниски нива на полови хормони                                    | сърдечно-съдови заболявания                               |
| Мастни киселини         | няма                                                            | сърдечно-съдови заболявания                               |
| Ненаситени мазнини      | няма                                                            | затлъстяване                                              |
| Мазнини                 | невъзможност за абсорбция на разтварящите се в мазнини витамини | сърдечно-съдови заболявания                               |
| Омега-3 мастни киселини | сърдечно-съдови заболявания                                     | кървене                                                   |
| Омега-6 мастни киселини | няма                                                            | сърдечно-съдови заболявания, рак                          |
| Холестерол              | няма                                                            | сърдечно-съдови заболявания                               |
| Белтъци                 | квашиоркор                                                      | белтъчно отравяне                                         |
| Натрий                  | хипонатремия                                                    | хипернатремия, артериална хипертония                      |
| Желязо                  | анемия                                                          | цироза, сърдечно-съдови заболявания                       |
| Йод                     | гуша                                                            | йодно отравяне                                            |
| витамин А               | ксерофталмия, ниски нива на тестостерон                         | хипервитаминоза А (цироза, косопад)                       |
| витамин B1              | бери-бери                                                       |                                                           |
| витамин B2              | арибофлавиноза                                                  |                                                           |
| витамин B3              | пелагра                                                         | диспепсия, сърдечна аритмия, дефекти при раждането        |
| витамин B12             | злокачествена анемия                                            |                                                           |
| витамин C               | скорбут                                                         | диария предизвикваща дехидратация                         |
| витамин D               | рахит                                                           | хипервитаминоза D (дехидратация, повръщане, запек)        |
| витамин Е               | нервни разстройства                                             | хипервитаминоза Е                                         |
| витамин K               | недостиг на витамин К                                           |                                                           |
| Калций                  | остеопороза, сърдечна аритмия, спазми                           | умора, депресия, анорексия, повръщане, запек, полиурия    |
| Магнезий                | хипертония                                                      | хипотония, гадене, повръщане                              |
| Калий                   | хипокалемия, аритмия                                            | хиперкалемия                                              |
| Бор                     | недостиг на бор                                                 |                                                           |
| Манган                  | недостиг на манган                                              |                                                           |

## Епидемиология
През 2010 г. има 925 милиона недохранени хора по целия свят, увеличение с 80 милиона спрямо 1990 г., въпреки факта че в световен мащаб се произвежда храна достатъчна да изхрани 12 милиарда души (NB данните са актуални към 2010 г.
| Година                                | 1990 | 1995 | 2005 | 2008 |
| ------------------------------------- | ---- | ---- | ---- | ---- |
| Недохранени хора по света (в милиони) | 843  | 788  | 848  | 923  |

| Година                                                     | 1970 | 1980 | 1990 | 2005 | 2007 |
| ---------------------------------------------------------- | ---- | ---- | ---- | ---- | ---- |
| Процентно отношение на гладуващите в развиващите се страни | 37 % | 28 % | 20 % | 16 % | 17 % |

Брой на недохранените (в милиони) за 2001 – 2003 г. според FAO. Страни с пет и повече милиона гладуващи.:
| Държава                      | Брой недохранени (в милиони) |
| ---------------------------- | ---------------------------- |
| Индия                        | 217.05                       |
| Китай                        | 154.0                        |
| Бангладеш                    | 43.45                        |
| Демократична република Конго | 37.0                         |
| Пакистан                     | 35.2                         |
| Етиопия                      | 31.5                         |
| Танзания                     | 16.1                         |
| Филипини                     | 15.2                         |
| Бразилия                     | 14.4                         |
| Индонезия                    | 13.8                         |
| Виетнам                      | 13.8                         |
| Тайланд                      | 13.4                         |
| Нигерия                      | 11.5                         |
| Кения                        | 9.7                          |
| Судан                        | 8.8                          |
| Мозамбик                     | 8.3                          |
| Северна Корея                | 7.9                          |
| Йемен                        | 7.1                          |
| Мадагаскар                   | 7.1                          |
| Колумбия                     | 5.9                          |
| Зимбабве                     | 5.7                          |
| Мексико                      | 5.1                          |
| Замбия                       | 5.1                          |
| Ангола                       | 5.0                          |